# Lee Selby
Lee Selby (* 14. Februar 1987 in Barry, Vale of Glamorgan, Wales) ist ein britischer Profiboxer und ehemaliger IBF-Weltmeister im Federgewicht. Er ist der ältere Bruder des Boxers Andrew Selby.

## Amateurkarriere
Lee Selby wurde als Amateur 2006 Waliser Meister im Federgewicht, sowie 2007 und 2008 Waliser Meister im Leichtgewicht.

## Profikarriere
Unter dem Manager Chris Sanigar wechselte er ins Profilager und gewann sein Debüt am 12. Juli 2008. Seinen ersten großen Erfolg erzielte er am 17. September 2011 durch einen vorzeitigen Sieg gegen Stephen Smith, wodurch er Britischer Meister und Commonwealth-Meister im Federgewicht wurde. Anschließend glückten ihm mehrere Titelverteidigungen, sowie am 13. Juli 2013 der Gewinn des Titels WBC-International gegen Viorel Simion und am 1. Februar 2014 der Gewinn des EBU-Europameistertitels im Federgewicht gegen Rendall Munroe.
Durch weitere Siege gegen Romulo Koasicha und Joel Brunker erhielt er am 30. Mai 2015 eine WM-Chance der IBF gegen Jewgeni Gradowitsch und besiegte diesen vorzeitig in der achten Runde. In seiner ersten Titelverteidigung schlug er am 14. Oktober 2015 Fernando Montiel einstimmig nach Punkten. Nachdem er 2016 Eric Hunter besiegt hatte, konnte er seinen Titel 2017 gegen Jonathan Barros und Eduardo Ramirez verteidigen.
Am 19. Mai 2018 verlor er seinen IBF-Titel durch eine Punkteniederlage an Josh Warrington. 
Im Oktober 2019 besiegte er Ricky Burns, verlor jedoch im Oktober 2020 gegen George Kambosos und im März 2022 gegen Gustavo Lemos.